# Sargenor
Le sargenor est un médicament à base d'aspartate d'arginine non remboursé par la sécurité sociale française. 

## Description
Il est utilisé dans le traitement de la fatigue passagère.
Il obtient une autorisation de mise sur le marché le 11/12/1997 par Mylan.
Il est irritant et peut à doses élevées causer des diarrhées,.
Il possède des risques en cas d'hypersensibilités ou allergies à l'aspartate d'arginine.

## Composition[1]
- Principes actifs : aspartate d'arginine
- Excipients à effets notoires : saccharose, parahydroxybenzoate de propyle (E216), parahydroxybenzoate de méthyle (E218), éthanol
- Autres excipients : Caramel (E150), Eau purifiée, Arôme abricot : Vanilline, benzaldéhyde, acétate d'amyle, diacétyle, Ionone, hexanoate d'allyle (en), undécalactone gamma, nonalactone gamma, teinture de Levisticum ,  huiles essentielles de : citron,crange, bergamote, coriandre, néroli, camomille, cannelle, noix de muscade